# Дрокин, Василий Дмитриевич
Василий Дмитриевич Дро́кин (1909—1980) — украинский советский деятель, советский партизан-подрывник, передовик производства в турбинном машиностроении, токарь, Лауреат Сталинской премии (1950) и Герой Социалистического труда (1966).

## Биография
Родился 14 (27 ноября) 1909 года в Харькове (ныне Украина) в семье рабочего-кузнеца. Окончил школу фабрично-заводского обучения при Харьковском заводе «Красный Октябрь». Трудовую деятельность начал в шестнадцатилетнем возрасте.
В 1929—1943 годах — токарь на заводах в городах Харькове, Одессе, Ленинграде, Свердловске, в частности в 1935—1941 годах работал на Харьковском турбогенераторном заводе имени С. М. Кирова.
В апреле — октябре 1943 года — командир группы подрывников партизанского отряда имени Г. И. Котовского, что действовал в то время в Полтавской области.
В 1943—1980 годах — токарь паротурбинного цеха, начальник цеха, заместитель директора Харьковского турбогенераторного (турбинного) завода имени С. М. Кирова.
Член ВКП(б) с 1945 года. Депутат ВС УССР 3—4 созывов.
Работая токарем, внес много рационализаторских предложений, был инициатором скоростных методов обработки больших турбинных деталей, организации комплексных бригад на производстве.
Умер 29 декабря 1980 года. Похоронен в Харькове.

## Награды и премии
- Герой Социалистического Труда (9.7.1966)
- орден Ленина (9.7.1966)
- орден Отечественной войны II степени (5.1.1944)
- орден «Знак Почёта» (11.07.1945)
- Сталинская премия третьей степени (1950) — за коренные усовершенствования процессов обработки деталей машин, обеспечившие значительное повышение производительности труда и снижение стоимости продукции
- медали